# كوتومي أوكي
كوتومي أوكي (باليابانية: 青木 琴美) فنانة مانغا يابانية مقيمة في ماتسوياما، إهيمه، اليابان. حصلت على جائزة شوغاكوكان للمانغا لعام 2008 عن الشوجو مانغا أعطي حبي الأول لك. أصدرت كوتومي مانغا لعام 2013 بعنوان الكاذب وحبيبته وأعادت صياغة نسخة جديدة تم إصدارها في عام 2017.